# Dardanus crassimanus
Dardanus crassimanus is een tienpotigensoort uit de familie van de Diogenidae. De wetenschappelijke naam van de soort is voor het eerst geldig gepubliceerd in 1836 door H. Milne Edwards.